# Энергетика Калмыкии
Энергетика Калмыкии — сектор экономики региона, обеспечивающий производство, транспортировку и сбыт электрической и тепловой энергии. Особенностью энергетики Калмыкии является очень высокая доля ВИЭ — единственная тепловая электростанция в республике это Элистинская ТЭЦ мощностью всего 18 МВт, все остальные электростанции это солнечные (Яшкульская и Малодербетовская) и ветровые (Элистинская, Салынская и Целинская). За первое полугодие 2022 г доля "зеленой" энергии составила 98,2%.
По состоянию на начало 2020 года, на территории Калмыкии эксплуатировались 4 электростанции общей мощностью 68,9 МВт, в том числе две солнечные электростанции, одна ветроэлектростанция и одна тепловая электростанция. В 2019 году они произвели 105,7 млн кВт·ч электроэнергии. В конце 2020 г. введены в эксплуатацию две ВЭС — Целинская и Салынская, мощностью по 100 МВт каждая.
В 2023 г ветровые электростанции Калмыкии выработали 614,8 млн квт*ч, а солнечные — 286,7 млн, всего 901 млн квт*ч.

## История
В течение долгого времени централизованное энергоснабжение и крупные электростанции на территории Калмыкии отсутствовали. По состоянию на начало 1960-х годов на территории региона эксплуатировалось около 340 маломощных дизельных электростанций, которые работали по три-пять часов в сутки. Большая часть населения на тот момент доступа к электроэнергии не имела. Подключение потребителей региона к централизованному энергоснабжению было начато в 1962 году. В 1964 году в составе районного энергетического управления «Ростовэнерго» были образованы Калмыцкие электрические сети. По мере развития централизованного энергоснабжения небольшие электростанции выводились из эксплуатации; таким образом, к 1970-м годам Калмыкия стала одним из немногих регионов, где полностью отсутствовала собственная генерация электроэнергии.
Первая попытка строительства в Калмыкии крупной электростанции была предпринята в 1993 году, когда было начато строительство Элистинской парогазовой электростанции проектной мощностью 320 МВт (4 энергоблока по 80 МВт). Строительство станции велось медленными темпами до 2001 года, после чего было остановлено в связи с отсутствием средств, а уже построенные сооружения были впоследствии демонтированы.
К этому же периоду относятся первые попытки развития в Калмыкии генерации на основе возобновляемых источников энергии. В 1992—1994 годах у пос. Хар-Булук Целинного района были смонтированы две ветроустановки мощностью по 1,2 МВт, некоторое время работавшие в тестовом режиме, но в 1997 году проект был остановлен, ветроустановки выведены из эксплуатации. В 2007 году была сделана попытка реанимировать проект под названием Калмыцкой ВЭС проектной мощностью 22 МВт, была смонтирована одна ветроустановка мощностью 1 МВт, вскоре выведенная из эксплуатации вследствие повреждения лопасти, и не восстановленная.
В 2006 году была начата реализация проекта строительства Приютненской ВЭС проектной мощностью 300 МВт. В 2011 году были смонтированы и в 2015 году официально введены в эксплуатацию две ветроустановки мощностью по 1,2 МВт, на чём дальнейшая реализация проекта была остановлена. Первой крупной электростанцией Калмыкии стала Элистинская ГТ ТЭЦ мощностью 18 МВт, введённая в эксплуатацию в 2010 году.
В 2019 году были пущены первые солнечные электростанции Калмыкии — Малодербетовская СЭС и Яшкульская СЭС. Дальнейшее развитие электроэнергетики региона также связано с возведением электростанций на базе возобновляемых источников энергии, в 2020—2021 годах запланирован ввод в эксплуатацию Целинской ВЭС (100 МВт), Салынской ВЭС (100 МВт), ВЭС Фунтово (15 МВт), двух новых солнечных электростанций, расширение Малодербетовской и Яшкульской СЭС.

## Генерация электроэнергии
По состоянию на начало 2020 года, на территории Калмыкии эксплуатировались 4 электростанции общей мощностью 68,9 МВт. В их числе одна тепловая электростанция — Элистинская ГТ ТЭЦ, две солнечные электростанции — Малодербетовская СЭС и Яшкульская СЭС, и одна ветроэлектростанция — Приютненская ВЭС. В конце 2020 г. введены в эксплуатацию две ВЭС — Целинская и Салынская, мощностью по 100 МВт каждая.

### Элистинская ГТ ТЭЦ
Расположена в г. Элисте, является одним из источников теплоснабжения города. Единственная тепловая электростанция Калмыкии. Газотурбинная теплоэлектроцентраль, в качестве топлива использует природный газ. Турбоагрегаты станции введены в эксплуатацию в 2010 году. Установленная электрическая мощность станции — 18 МВт, тепловая мощность — 80 Гкал/час. Фактическая выработка электроэнергии в 2019 году — 102,1 млн кВт·ч. Оборудование станции включает в себя два турбоагрегата, мощностью по 9 МВт, и два котла-утилизатора. Принадлежит АО «ГТ Энерго».

### Малодербетовская СЭС
Расположена в Малодербетовском районе. Введена в эксплуатацию в 2019 году. Установленная мощность станции — 15 МВт, фактическая выработка электроэнергии в 2019 году — 0,43 млн кВт·ч. Принадлежит ООО «Авелар Солар Технолоджи».

### Яшкульская СЭС
Расположена в Яшкульском районе. Крупнейшая электростанция Калмыкии. Введена в эксплуатацию в 2019 году. Установленная мощность станции — 58,5 МВт, фактическая выработка электроэнергии в 2019 году — 0,96 млн кВт·ч. Принадлежит ООО «Авелар Солар Технолоджи».

### Приютненская ВЭС
Расположена в Приютненском районе. Введена в эксплуатацию в 2015 году. Установленная мощность станции — 2,4 МВт, фактическая выработка электроэнергии в 2019 году — 2,2 млн кВт·ч. Оборудование станции включает в себя две ветроустановки мощностью по 1,2 МВт. Принадлежит ООО «АЛТЭН».

### 4-й Ветропарк
В 4 квартале 2020 г был открыт 4-й ветропарк ФРВ в составе Салынской и Целинской ВЭС общей мощностью 200 МВт (48 ВЭУ VESTAS V-126 мощностью 4,2 МВт каждая).

## Потребление электроэнергии
Потребление электроэнергии в Калмыкии (с учётом потребления на собственные нужды электростанций и потерь в сетях) в 2019 году составило 782 млн кВт·ч, максимум нагрузки — 124 МВт. Таким образом после ввода СЭС и ВЭС Калмыкия стала энергоизбыточным регионом как по выработке электроэнергии, так и по мощности, однако перетоки из соседних регионов сохранились, т.к. ВИЭ является нестабильной генерацией. В структуре энергопотребления лидирует потребление населения, составляющее более 30 %. Функции гарантирующего поставщика электроэнергии выполняет АО «Калмэнергосбыт».

## Электросетевой комплекс
Энергосистема Калмыкии входит в ЕЭС России, являясь частью Объединённой энергосистемы Юга, находится в операционной зоне филиала АО «СО ЕЭС» — «Региональное диспетчерское управление энергосистемы Ростовской области и Республики Калмыкия» (Ростовское РДУ). Энергосистема региона связана с энергосистемами Астраханской области по двум ВЛ 220 кВ, шести ВЛ 110 кВ и одной ВЛ 35 кВ, Ростовской области по одной ВЛ 220 кВ, трём ВЛ 110 кВ и четырём ВЛ 35 кВ, Дагестана по одной ВЛ 110 кВ, Волгоградской области по одной ВЛ 35 кВ, Ставропольского края по четырём ВЛ 110 кВ и одной ВЛ 35 кВ.
Общая протяженность линий электропередачи напряжением 110—220 кВ составляет 2171,2 км, в том числе линий электропередачи напряжением 220 кВ — 96,1 км, 110 кВ — 2075,1 км. Магистральные линии электропередачи напряжением 220 кВ эксплуатируются филиалами ПАО «ФСК ЕЭС» — «Волго-Донское ПМЭС» и «Ростовское ПМЭС», распределительные сети напряжением 110 кВ — филиалом ПАО «Россети Юг» — «Калмэнерго».

## Теплоснабжение
Централизованное теплоснабжение в Калмыкии производится только в г. Элисте, тепло отпускается с Элистинской ГТ ТЭЦ установленной тепловой мощностью 80 Гкал/ч и котельных общей установленной тепловой мощностью 282,5 Гкал/ч. В качестве топлива используется природный газ. Потребление тепловой энергии в 2019 году в Калмыкии составило 287,3 тыс. Гкал.